# Мени „Старт”
Мени „Старт” или мени „Почетак” (енгл. Start Menu) елемент је графичког корисничког интерфејса који се користи у Microsoft Windows-у (од Windows-а 95) и у неким другим оперативним системима. Обезбеђује средишње место за покретање рачунарских програма и обављање других задатака. Има различита имена у различитим оперативним системима и менаџерима прозора, као што је Кикоф покретач апликација у КДЕ-у, Деш у Гному и Јунитију и Екран „Почетак“ у Windows-у 8.
Традиционално, мени „Старт” обезбеђује прилагодљиви угнежђени списак програма (које је могуће покренути), као и списак недавно отворених докумената, начина проналажења датотека и добијања помоћи, као и приступа системским подешавањима. Каснија побољшања путем програма Windows десктоп ажурирање укључују приступ посебним фасциклама као што су „Моји документи” и „Омиљене ставке” (обележивачи прегледача). Мени „Старт” Windows XP-ја проширен је на различите фасцикле Моји документи (укључујући Моја музика и Моје слике) и друге ставке попут Мој рачунар и Моја мрежна места премештене са радне површине. До система Windows Vista, мени „Старт” је стално прошириван преко екрана док се корисник кретао кроз његове преносиве подменије.